# Мацота, Семён Васильевич
Семён Васильевич Мацота — советский хозяйственный, государственный и политический деятель.

## Биография
Родился в 1921 году в селе Балабановка. Член КПСС.
После окончания в 1939 году средней школы в Херсоне поступил в Московский институт тонкой химической технологии им. Ломоносова, но был призван в Красную Армию. После окончания офицерской школы в звании младшего лейтенанта направлен в железнодорожный полк. 
Участник Великой Отечественной войны. Участвовал в боях на Кавказском и Северо-Кавказском направлениях Выполнял специальные задания по технический разведке в ряде стран. Награжден орденом Красной Звезды, медалями «За отвагу», «3а оборону Кавказа», «За победу над Германией», «За победу над Японией». После войны продолжил учебу в институте и в 1951 с отличием окончил его по специальности «Технология искусственного жидкого топлива и газа». С 1946 года — на хозяйственной, общественной и политической работе. В 1946—1982 гг. — сменный инженер, начальник цеха № 3, главный инженер завода, директор Новочеркасского завода синтетических продуктов.
Избирался депутатом Верховного Совета СССР 9-го созыва, депутатом Ростовского областного Совета народных депутатов, Новочеркасского городского Совета, членом местного горкома КПСС и парткома завода.
Умер в Новочеркасске в 1982 году. В честь депутата была переименована в Новочеркасске улица Южная.